# Макмиллен, Эдмунд
Э́дмунд Макми́ллен (англ. Edmund McMillen; род. 2 марта 1980) — американский независимый геймдизайнер, известный своим оригинальным визуальным стилем во Flash-играх. Его самые известные проекты — платформер Super Meat Boy и roguelike-игра The Binding of Isaac.

## Биография
Макмиллен родился и живёт в городе Санта-Круз, штат Калифорния. Он увлечён изобразительным искусством и особенно любит рисовать монстров. Эдмунд провёл большую часть детства с бабушкой, которую считает источником поддержки в своих творческих начинаниях. Когда Эдмунд стал взрослым, бабушка подарила ему ящик со всеми его детскими рисунками. Большинство этих рисунков можно увидеть в разделе The Box в игре The Basement Collection. В документальном фильме «Независимая игра: Кино» Макмиллен поделился о проблемах с алкогольной и наркотической зависимостью в своей семье. В своих проектах геймдизайнер часто затрагивает темы религиозного фанатизма и психических заболеваний, с которыми столкнулся в детстве.
Макмиллен страдает дислексией. По этой причине названия некоторых предметов в игре The Binding of Isaac написаны с орфографическими ошибками.

## Карьера
Свой творческий путь Эдмунд начал с создания комиксов. Уже будучи увлечённым видеоиграми, он выпустил серию комиксов с Мясным пацаном — главным героем игры Super Meat Boy — в качестве рекламного тизера. Самые известные игры Макмиллена — это Flash-версия Meat Boy и её более популярное продолжение Super Meat Boy. За эти и другие проекты (Gish, Aether, The Binding of Isaac и Coil) Макмиллан получил ряд наград.
Игра Gish победила в номинациях «Лучшая приключенческая игра 2004 года» и «Инди-игра года» по версии Game Tunnel. Игра Coil была номинирована на награду «За инновации» на Фестивале независимых игр 2009. Макмиллен работал ведущим дизайнером и аниматором персонажей в игре Braid, пока его не сменил Дэвид Хеллман. Braid получила множество наград. Игра Aether стала финалистом IndieCade 2009 и собрала положительные отзывы.

### Super Meat Boy
Макмиллен и программист Томми Рефенес основали студию Team Meat. Их первая совместная игра — платформер Super Meat Boy — вышла на Xbox 360 и в Steam в 2010 году. Во время разработки Макмиллену потребовалась экстренная операция на жёлчном пузыре, из-за которой он оказался должен 50 тысяч долларов Процесс разработки Super Meat Boy подробно показан в документальном фильме «Независимая игра: Кино».
В 2017 году Эдмунд Макмиллен покинул Team Meat и не участвовал в разработке новой игры серии. Спин-офф — игра в жанре бесконечного раннера Super Meat Boy Forever — вышла в 2020 году на различных платформах.

### The Binding of Isaac
The Binding of Isaac — инди-игра в жанре Roguelike, созданная Эдмундом Макмилленом и Флорианом Химслом. Название и сюжет игры основаны на библейской истории о жертвоприношении Исаака. Геймплей вдохновлён классическими roguelike-играми и включает сражения с монстрами и боссами, сбор предметов и улучшений. При разработке игровых механик Макмиллен и Химсл черпали вдохновение из The Legend of Zelda. Макмиллен стремился показать как положительные, так и отрицательные стороны религии, которые он наблюдал в детстве во время конфликтов между католиками и баптистами в своей семье.
В 2014 году Макмиллен совместно со студией Nicalis выпустил The Binding of Isaac: Rebirth — ремейк оригинальной игры с дополнительным контентом, который изначально планировался, но не был включён в оригинал. Также была полностью переработана графика, а благодаря новому движку игру удалось портировать на другие платформы помимо Windows и Linux. Впоследствии The Binding of Isaac: Rebirth получила четыре крупных дополнения.
В 2016 году Макмиллен анонсировал приквел The Binding of Isaac — The Legend of Bum-bo, которую он разрабатывал совместно с программистом Джеймсом Интерактивом. The Legend of Bum-bo вышла в Steam в 2019 году и получила смешанные отзывы.

### The End is Nigh
The End is Nigh — платформер, созданный Эдмундом Макмилленом и Тайлером Глейелом. Версия для Windows вышла 12 июля 2017 года в Steam. Версия для macOS вышла 15 августа 2017 года, для Linux и Nintendo Switch — 12 декабря 2017 года, для PlayStation 4 — 30 апреля 2019 года. Авторы называют игру духовным наследником Super Meat Boy. Сюжет игры отражает личные и профессиональные переживания Макмиллена в период разработки — в частности, угрозы судебных исков и беременность жены. Макмиллен сомневался, хочет ли продолжать разрабатывать игры, и эти размышления нашли отражение в проекте.

### Mewgenics
Mewgenics — тактическая RPG, находящаяся в разработке. Ожидаемая дата выхода — 10 февраля 2026 года. Макмиллен придумал концепцию Mewgenics задолго до начала работы над ней, однако проект пришлось заморозить из-за недостаточной заинтересованности команды. В 2018 году Макмиллен возобновил работу над игрой вместе с Тайлером Глейелом, с которым ранее создавал The End Is Nigh.
В процессе игры игроку предстоит управлять различными кошками и ухаживать за ними, наблюдая, как со временем развиваются их личностные качества и боевые способности. По словам Макмиллена, Mewgenics будет «самой захватывающей» игрой из всех, что он создал за свою карьеру. Геймдизайнер сравнивает будущую игру с Cult of the Lamb и Pokémon.

## Список проектов
Эдмунд Макмиллен принимал участие в создании множества видеоигр и двух карточных игр.
| Проект                                  | Платформа                                                            | Соразработчик                    | Издатель                   | Год выхода        | Примечания                                          |
| --------------------------------------- | -------------------------------------------------------------------- | -------------------------------- | -------------------------- | ----------------- | --------------------------------------------------- |
| The Backup Files                        | Adobe Flash                                                          |                                  |                            | 2001              |                                                     |
| The Lonely Hermit                       | Adobe Flash                                                          |                                  |                            | 2001              | Часть The Basement Collection                       |
| Dead Baby Dressup!                      | Adobe Flash                                                          |                                  |                            | 2001              |                                                     |
| 12 uses of dead babies                  | Adobe Flash                                                          |                                  |                            | 2001              |                                                     |
| Dead Baby Dressup 2!                    | Adobe Flash                                                          |                                  |                            | 2001              |                                                     |
| 6 more dead baby uses                   | Adobe Flash                                                          |                                  |                            | 2001              |                                                     |
| Dead Baby Dressup 3                     | Adobe Flash                                                          |                                  |                            | 2001              |                                                     |
| Stile man Dressup                       | Adobe Flash                                                          |                                  |                            | 2001              |                                                     |
| WWF baby dressup                        | Adobe Flash                                                          |                                  |                            | 2001              |                                                     |
| 8 More Dead Baby Uses!                  | Adobe Flash                                                          |                                  |                            | 2001              |                                                     |
| Dead Baby Dress up 4                    | Adobe Flash                                                          |                                  |                            | 2001              |                                                     |
| The Boy who QuestionedGod               | Adobe Flash                                                          |                                  |                            | 2001              |                                                     |
| Dead Baby Dressup X                     | Adobe Flash                                                          |                                  |                            | 2001              |                                                     |
| Dead Baby Super Hero Dres               | Adobe Flash                                                          |                                  |                            | 2002              |                                                     |
| Dead Baby Dressup best of               | Adobe Flash                                                          |                                  |                            | 2002              |                                                     |
| Carious Weltling                        | Adobe Flash                                                          | Колдер Бредфорд                  |                            | 2003              |                                                     |
| SnackOlantern                           | Adobe Flash                                                          |                                  |                            | 2003              | Самый неудачный проект по мнению Макмиллена         |
| Triptych                                | Windows                                                              | Chronic Logic                    |                            | 2003              |                                                     |
| Word Peace                              | Windows                                                              | Chronic Logic                    |                            | 2003              |                                                     |
| Clubby The Seal                         | Adobe Flash                                                          |                                  |                            | 2004              |                                                     |
| Gish                                    | Windows, OS X, Linux                                                 | Cryptic Sea                      | Chronic Logic              | 2004              | Первый крупный проект                               |
| Carious Weltling 2                      | Adobe Flash                                                          |                                  |                            | 2005              |                                                     |
| Weltling Dressup                        | Adobe Flash                                                          |                                  |                            | 2005              |                                                     |
| Viviparous Dumpling                     | Adobe Flash                                                          |                                  |                            | 2005              |                                                     |
| Cerebral Discharge iii                  | Adobe Flash                                                          |                                  |                            | 2005              |                                                     |
| Blast Miner                             | Windows                                                              | Cryptic Sea                      | Chronic Logic              | 2006              |                                                     |
| Triachnid                               | Adobe Flash                                                          | Флориан Химсл                    |                            | 2006              | Часть The Basement Collection                       |
| Holiday Snow Wars                       | Adobe Flash                                                          |                                  |                            | 2006              |                                                     |
| Cereus Peashy                           | Adobe Flash                                                          |                                  |                            | 2007              |                                                     |
| Weltling 2: Regurgitated                | Adobe Flash                                                          |                                  |                            | 2007              |                                                     |
| Host                                    | Adobe Flash                                                          |                                  |                            | 2007              | Онлайн-игра                                         |
| Guppy                                   | Adobe Flash                                                          |                                  |                            | 2007 (no release) | Прототип; выход не состоялся                        |
| Blood Car 2000!                         | Adobe Flash                                                          | Cryptic Sea                      |                            | 2008              |                                                     |
| Coil                                    | Adobe Flash                                                          | Флориан Химсл                    |                            | 2008              | Часть The Basement Collection                       |
| Blood car! 2000! Delux!                 | Adobe Flash                                                          |                                  |                            | 2008              |                                                     |
| DeadBaby VG Dressup                     | Adobe Flash                                                          |                                  |                            | 2008              |                                                     |
| Twin Hobo Rocket                        | Adobe Flash                                                          | Флориан Химсл                    |                            | 2008              |                                                     |
| Cunt                                    | Adobe Flash                                                          | Флориан Химсл                    |                            | 2008              |                                                     |
| Aether                                  | Adobe Flash                                                          | Тайлер Глейел                    |                            | 2008              | Часть The Basement Collection                       |
| Meat Boy                                | Adobe Flash                                                          |                                  |                            | 2008              | Часть The Basement Collection                       |
| Clubby: Killing Season                  | Adobe Flash                                                          |                                  |                            | 2008              |                                                     |
| Grey-Matter                             | Adobe Flash                                                          | Team Meat                        |                            | 2008              | Часть The Basement Collection                       |
| Meat boy (map pack)                     | Adobe Flash                                                          |                                  |                            | 2008              |                                                     |
| AVGM                                    | Adobe Flash                                                          | Тайлер Глейел                    |                            | 2009              | Часть The Basement Collection                       |
| Spewer                                  | Adobe Flash                                                          |                                  |                            | 2009              | Часть The Basement Collection                       |
| Time Fcuk                               | Adobe Flash                                                          |                                  |                            | 2009              | Часть The Basement Collection                       |
| Super Meat Boy                          | Windows, OS X, Linux, Xbox 360, PS4, Nintendo Switch, PS Vita, Wii U | Team Meat                        | Team Meat                  | 2010              | Первая игра для консолей                            |
| The Binding of Isaac                    | Windows, OS X, Linux, Adobe Flash                                    | Флориан Химсл                    |                            | 2011              |                                                     |
| The Binding of Isaac: Wrath of the Lamb | Windows, OS X, Linux                                                 | Флориан Химсл                    |                            | 2012              | Дополнение для The Binding of Isaac                 |
| The Basement Collection                 | Windows, OS X, Linux                                                 | Тайлер Глейел                    |                            | 2012              | Сборник Flash-игр                                   |
| Facist                                  | Adobe Flash                                                          |                                  |                            | 2014              | Разработана по итогам геймджема                     |
| The Binding of Isaac: Rebirth           | Windows, OS X, Linux, PS4, PS Vita, New 3DS, Wii U, Xbox One, iOS    | Nicalis                          | Nicalis                    | 2014              | Ремейк The Binding of Isaac                         |
| Fingered                                | Windows                                                              | Джеймс Ид                        |                            | 2015              |                                                     |
| The Binding of Isaac: Afterbirth        | Windows, PS4, Xbox One, OS X, Linux                                  | Nicalis                          | Nicalis                    | 2015              | Первое дополнение для The Binding of Isaac: Rebirth |
| The Binding of Isaac: Afterbirth+       | Windows, OS X, Linux, Nintendo Switch, PS4, Xbox One                 | Nicalis                          | Nicalis                    | 2017              | Второе дополнение для The Binding of Isaac: Rebirth |
| The End Is Nigh                         | Windows, OS X, Linux, PS4, Nintendo Switch                           | Тайлер Глейел                    | Tyler Glaiel, Nicalis      | 2017              |                                                     |
| The Binding of Isaac: Four Souls        | Карточная игра                                                       | Даниэль Макмиллен, Тайлер Глейел | Studio71                   | 2018              | Основана на The Binding of Isaac                    |
| The Legend of Bum-bo                    | Windows, OS X, Android, iOS, Nintendo Switch                         | Джеймс Ид                        | The Label Limited, Nicalis | 2019              | Приквел The Binding of Isaac                        |
| Tapeworm                                | Карточная игра                                                       |                                  | Studio71                   | 2020              |                                                     |
| The Binding of Isaac: Repentance        | Windows, Nintendo Switch, PS4, PS5, Xbox One, Xbox Series X/S        | Nicalis                          | Nicalis                    | 2021              | Третье дополнение для The Binding of Isaac: Rebirth |

### Будущие проекты
| Проект    | Платформа | Соразработчик | Издатель | Год выхода | Примечания                          |
| --------- | --------- | ------------- | -------- | ---------- | ----------------------------------- |
| Mewgenics | Windows   | Тайлер Глейел |          | 2026       | Разработка возобновлена с 2018 года |

### Несостоявшиеся проекты
| Проект                | Платформа   | Год анонса | Состояние                              |
| --------------------- | ----------- | ---------- | -------------------------------------- |
| Gish 2                | Неизвестно  | 2007-2008  | Отменён                                |
| No Quarter            | Неизвестно  | 2008-2009  | Отменён                                |
| Øuroboros             | Windows     | 2016       | Стал The End is Nigh                   |
| Grub                  | Adobe Flash | 2007       | Разработка продолжится после Mewgenics |
| Tri-Achnid: Episode 2 | Adobe Flash | 2007-2008  | Отменён                                |
| Bacterium             | Adobe Flash | 2008       | Отменён                                |
| The Book of Knots     | Неизвестно  | 2006-2007  | Стал Gish 2                            |
| Badlings              | Adobe Flash | 2006       | Отменён                                |
| Office Yeti           | Неизвестно  | 2007       | Отменён                                |
| The Badlands          | Неизвестно  | 2004       | Отменён                                |